# Furioso-Polka
Furioso-Polka, Quasi Galopp, op. 260, är en polka av Johann Strauss den yngre. Den framfördes första gången den 14 september 1861 i Pavlovsk i Ryssland.

## Historia
Verket tillkom sommaren 1861 under Johann Strauss årliga konsertresa till Ryssland och uppfördes även där vid en välgörenhetskonsert den 14 september i Pavlovsk utanför Sankt Petersburg. I Wien framfördes polkan den 17 november 1861 i Sofienbad-Saal. Musikaliskt sett handlar det om en för åhörarna omtumlande och för Strauss ovanlig komposition. Verket pendlar osedvanligt ofta mellan olikartade dur- och molltonarter. Den vanligtvis snabba polkan framstår som än mer rasande och ställer publiken inför en ovanlig och förvirrande klangbild.
Verket ska inte förväxlas med Johann Strauss den äldres Furioso-Galopp från 1839 (op. 114), vilken i sin tur byggde på Franz Liszt Grand Galop chromatique (op. 12).

## Om polkan
Speltiden är ca 2 minuter och 23 sekunder plus minus några sekunder beroende på dirigentens musikaliska tolkning.